# Sean Malone
Sean Malone (12 de abril de 1970 – 7 de diciembre de 2020) fue un músico estadounidense que tocaba principalmente el bajo sin trastes y el Chapman Stick. También tocaba el piano y la guitarra y realizó trabajos de sesión para varias bandas y músicos. Logró reconocimiento por su trabajo en la banda Cynic, en la que desarrolló una fuerte asociación profesional con el baterista Sean Reinert, con quien compartió diversos proyectos musicales a lo largo de su carrera.

## Biografía

### Carrera
Malone se desempeñó como músico de sesión para grupos que van desde jazz brasileño hasta el pop inglés. Fue el bajista de la banda de metal técnico de Florida Cynic, durante el período en que editaron su álbum Focus. Continuó como bajista de estudio desde que dejó la banda, tocando en más de cincuenta discos hasta la fecha. También escribió tres libros, "Teoría de la Música para bajistas", "Diccionario de Grooves para bajo" y "Un Retrato de Jaco: La Colección de Solos" (un libro de transcripciones de solos de Jaco Pastorius) para la Corporación Hal Leonard.
En el ámbito académico, publicó artículos de teoría y cognición musical y realizó presentaciones en conferencias tales como la Sociedad de Teoría de la Música y la Conferencia Glenn Gould. En agosto de 2009 abandonó su cátedra de teoría musical en la Universidad de Misuri Central. Malone grabó un álbum bajo su propio nombre, Cortlandt, que fue lanzado en 1996 y reeditado en 2007. También reunió a la banda Gordian Knot, con la que registró el disco debut homónimo, Gordian Knot, lanzado en 1998. El álbum cuenta con contribuciones de Sean Reinert (Cynic), Trey Gunn (King Crimson), Ron Jarzombek (Watchtower, Spastic Ink, Blotted Science) y John Myung (Dream Theater). Un segundo álbum de Gordian Knot, Emergent, incluye las actuaciones de Bill Bruford (Yes, King Crimson), Jim Matheos (Fates Warning), y Steve Hackett (Genesis, GTR), así como a los miembros de Cynic Sean Reinert, Paul Masvidal y Jason Gobel.
Volvió a unirse a Cynic con Reinert y Masvidal en mayo de 2008 para grabar el segundo álbum de la banda, Traced in Air, pero acto seguido se distanció de la agrupación.

### Fallecimiento
El 9 de diciembre de 2020, el músico falleció a los cincuenta años. Paul Masvidal, cantante y guitarrista de Cynic, confirmó la noticia: "He conocido que Sean Malone ha muerto. Estoy paralizado y totalmente afligido. Tenía una mente brillante, un corazón amable y era uno de los mejores músicos que he conocido".
El 3 de septiembre de 2021, Masvidal reveló la causa de muerte de Malone, que resultó ser suicidio. Esto a modo de tributo personal hacia Malone anunciando el lanzamiento de una nueva versión de "Integral", con Malone tocando el bajo.

## Discografía

### Álbumes Principales
- Cynic: Focus (Roadrunner Records)
- Cortlandt (AudioImage Records)
- Gordian Knot: Gordian Knot (Sensory Records)
- Gordian Knot: Emergent (Sensory Records)
- Cynic: Traced in Air (Season of Mist)

### Colaboraciones y Apariciones
- Roadrunner United
- After the Storm: A Benefit for the Survivors of Hurricane Katrina - NEARfest Records
- Roadrunner Records 25th Anniversary CD/DVD
- OSI: Office of Strategic Influence - Inside/Out Records
- Aghora: Aghora – Code666
- Demo de Sensory Records: “Singularity” de Gordian Knot
- Spiral Architect: A Sceptic’s Universe – The Laser’s Edge Records
- Clockwork: Surface Tension – The Laser's Edge Records
- Anomaly: The Art of War - Now and Then Records
- Compilación Tappistry Volumen 2 - ToeTappin’ Records “Redemption’s Way”
- Compilación Open Mic Volumen 1 - Thoroughbred Music “Madman”
- Compilación Bass Talk Volumen 5 - HotWire Records (Germany) “Deep Blue”
- Working Man, Tributo a Rush - Magna Carta Records
- Compilación Tappistry Volumen 1 - ToeTappin’ Records
- Jim Studnicki: The Second Day
- Compilación Guitars That Rule the World: “Explosion”
- Curtis Bell: The ABC’s of Song
- Compilación Southeastern Music Conference: Todd Grubbs “French Toast”
- Randy Goodgame: Randall Goodgame - Red Fish Records
- Notes From the Underground: Guitar World Magazine
- Lance Rowland: Prince, Poet, Prisoner - independiente
- Compilación Guitar Magazine: “Size 5 Lightning Boots”
- Curtis Bell: Sojourner - Independiente
- Robert Wegmann: Red Hair- Fumiko Records
- John Wesley: The Closing of the Pale Blue Eyes - CNR/Arcade Records
- Tim Mullally: Mountain Hike - Independiente
- Roadrunner United: The All-Star Sessions - Roadrunner Records
- John Wesley: Under the Red and White Sky
- Todd Grubbs: Compilación - Appollon International
- Steel Tears: Palma Negra - R&R Records
- Compilación Southeastern Music Conference
- Smashmouth: Seed - Independiente
- Robert Wegmann: The Wild Party - Fumiko Records
- Groovediggers: Groovediggers - Independiente
- Steel Tears: Steel Tears - R&R Records